# Prends ton passe-montagne, on va à la plage
Pour plus de détails, voir Fiche technique et Distribution.
Prends ton passe-montagne, on va à la plage est un film français réalisé par Eddy Matalon, sorti en 1983.

## Synopsis
Une bande d'amis se retrouvent à gérer un centre de thalassothérapie.

## Fiche technique
- Titre : Prends ton passe-montagne, on va à la plage
- Réalisation : Eddy Matalon
- Assistant à la réalisation : Alain Sens Cazenave
- Scénario : Eddy Matalon, Alain Sens-Cazenave
- Dialogues : Marc Moro
- Photographie :  Roland Dantigny
- Cadreur : Hugues de Haeck
- Montage :  Laurent Quaglio
- Musique :  Jean Musy
- Son : Michel Brethez
- Costumes :  Elyane Villes-Mirowski
- Photographe de plateau : Claude Cassard
- Producteur :  Eddy Matalon
- Société de production :  Maki Films, UGC, Top n°1, Procinex
- Société de distribution :  UGC
- Pays d'origine :   France
- Langue :  français
- Tournage : 1982
- Format : Couleurs — 35 mm — 1,85:1 — Son : Mono
- Genre :  comédie
- Durée : 86 minutes (1 h 26)
- Dates de sortie :
  -  France : 12 janvier 1983

## Distribution
- Florence Giorgetti : Mademoiselle Satcher
- Daniel Prévost : Antoine Mazin
- Artus de Penguern : Victor
- Pierre-Olivier Scotto : Gaspard
- Sabine Paturel : Sophie
- Serge Beauvois : Julien
- Aïna Walle : Caro
- Laurence Badie : Une patiente
- Pascale Roberts : Glamour
- Pierre Aknine : Sébastien
- Hubert Deschamps : Pépé
- Gérard Caillaud : Boucharon
- Annie Jouzier : Janique
- Jean Rougerie : Le colonel
- Annette Poivre : Germaine
- Francis Lemaire : Le pilote belge
- Jean-Claude Montalban : Hervé
- Didier Pain : Le prof de gym
- André Penvern : Le contremaître
- Janine Souchon : La curiste lesbienne
- François Viaur : Le curiste dépressif
- Pierre Repp : Le client du garage
- Gérard Chevalier : M. Fernand
- Caroline Jacquin
- Brigitte Lecordier : Une cliente de l'aéroport